# ミツバツチグリ
ミツバツチグリ（三葉土栗、学名: Potentilla freyniana ）はバラ科キジムシロ属の多年草。

## 特徴
茎の高さは15-30cmになる。葉は3枚の小葉からなり、小葉の形は長楕円形-卵形で縁には鋸歯があり、葉柄の基部には托葉がつく。花期は4-5月で、花茎に黄色で径10-15mmの花を10数個つける。萼片は5枚で披針形、花弁も5枚で倒卵形になる。果実は痩果となり、褐色がかった白色となる。根茎が太く塊状になる。花後、地上に走出枝を出して伸びる。

## 分布と生育環境
日本では、北海道、本州、四国、九州に、アジアでは、朝鮮、中国（北部・東北）、ウスリー、アムールに分布し、日当たりのよい丘陵地、草原などにふつうにみられる。

## 近縁種
- エチゴキジムシロ (Potentilla togasii) 本州北部の日本海側に分布し、小葉は5枚。
- キジムシロ (Potentilla fragarioides var. major) 北海道-九州に分布し、小葉は5-7枚。
- イワキンバイ (Potentilla dickinsii) 北海道-九州に分布し、山地の岩上に自生、小葉は3-5枚。
- ツルキンバイ (Potentilla yokusaiana) 本州（関東以西）-九州に分布し、長い匐枝を出す、小葉は3枚、まれに5枚。
- ミヤマキンバイ (Potentilla matsumurae) 北海道、本州北部に分布し、高山の岩礫地に自生、小葉は3枚。